# Josip Jurčević (borac pokreta otpora)
Josip Jurčević (Omiš, 25. lipnja 1902. – kod Stobreča, 25. listopada  1941.), hrvatski borac i organizator pokreta otpora, po zanimanju odvjetnički činovnik

## Životopis
Rodio se je u Omišu 1902. godine. Radio je kao odvjetnički činovnik. U Komunističkoj partiji od 1924. godine. Uhićen je prilikom poznate provale u Partiji ožujka 1936. godine. Skupa sa skupinom komunista ovog kraja bio je okrutno mučen. Nakon puštanja nastavio s radom.  Od 1937. do runa 1940. je instruktor OK KPH za Makarsku. Nastavio je djelovati "revolucionarno" (u komunističkom nazivlju). Zbog toga je uhićen 12. rujna 1940. godine. Interniran je u Lepoglavu. U njoj je ostao skoro pola godine, do ožujka 1941. godine.
Uskoro je izbio Travanjski rat. Mobiliziran je te je iz logora upućen u vojsku. Mobilizacijsko mjesto bilo mu je Mostar. Kraljevina Jugoslavija brzo se je predala, a Jurčević se je vratio u Makarsku. Ustaškim vlastima nije bio podoban jer je bio istaknuti komunist ovog kraja, pa je bio prvi na popisu za smaknuće. Za to izbjeći otišao je u Split. U Splitu je živio i djelovao ilegalno, od 19. lipnja 1941. godine. Pokrajinski komitet KPH za Dalmaciju dao mu je zadaću organizirati NOP na Biokovi. Kad se vraćao iz Splita u Makarsku, kod Stobreča su ga ubili pripadnici talijanskih postrojba 25. listopada 1941. godine.
Po Josipu Jurčeviću nazvan je 3. bataljun 1. dalmatinske brigade NOVH, osnovana 6. rujna 1942. godine.